# بیابانی پایین
بیابانی پایین یک روستا در ایران است که در دهستان باقران واقع شده‌است.